# Fort de la Croix-de-Bretagne
Le fort de la Croix-de-Bretagne est un ouvrage fortifié d'artillerie à longue portée situé sud-est de la commune de Villar-Saint-Pancrace dans le département des Hautes-Alpes proche de la frontière italienne.

## Situation
Il est construit à 2 045 m d'altitude (point culminant). Ce fort a pour vocation de protéger la ville de Briançon en interdisant par ses tirs les incursions par la route du Montgenèvre et la vallée de la Cerveyrette.
C'est un des quatre forts détachés d'altitude de Briançon avec ceux de l'Infernet, de l'Olive et du Gondran.

## Description
C'est un fort Séré de Rivières de première génération, édifie de 1876 à 1878. C'est un des 166 forts principaux du programme de fortification élaboré par le général Séré de Rivières après la défaite de 1870. La garnison prévue était de 496 hommes, avec 16 pièces dont aucune destinée au flanquement.
Ce fort au périmètre tortueux et étalé en plusieurs terrasses fut un temps considéré comme le réduit de la place. L'essentiel de ses grilles défensives est encore visible. Après avoir franchi le corps de garde, un chemin sinueux adopte une pente ascendante jusqu'à la pointe est un fort qui constitue le point le plus haut. Après une première épingle à cheveux, il passe devant les quatre travées sur deux niveaux du casernement, auquel fait face le pavillon des officiers. Après l'épingle suivante, il passe devant des ateliers de chargement puis, après un nouveau virage à 180°, il passe devant le petit magasin à poudre de 47,50 tonnes de poudre noire, puis arrive à l'angle sud-ouest du plus grand bâtiment du fort, qui aligne huit travées sur deux niveaux, essentiellement des magasins divers. Ce bâtiment affiche la particularité de disposer, au premier étage, d'une passerelle extérieure. Un magasin à poudre de 47 tonnes de poudre noire. Devant lui se situe le grand magasin à poudre de 75,5 tonnes de poudre noire qui servit en réalité pour le stockage de 3 150 000 cartouches à fusil. Il faut continuer à monter et passer une quatrième épingle à cheveux avant de voir le chemin se séparer en trois diverticules allant desservir les différentes batteries étagées du fort et désignées respectivement et d'ouest en est : B 23 orientée à l'est, nord-est, B 24 orientée au nord, nord-est et B 22 orientée  au nord-est. On trouve deux autres batteries, plus petites, occupant chacune un coin du front I-II, désignées B 19 et B 20. Les batteries B 20, 22 et 23 possèdent leur propre abri à munitions.
Le four à pain n'a été construit entre les années 1890 et 1893. L'armement initial de l'ouvrage était de sept canons de 155 mm, cinq canons de 138 mm et quatre mortiers de 15 et 22 cm. En 1894, son état d'armement affichait trois canons de 155 mm, placés sur la batterie haute, quatre canons de 138 mm, partagés entre la batterie de l"avancée juste en avant de l'entrée et la batterie de l'escarpe sud, deux mortiers de 150 mm et deux autres de 220 mm. Plus tard, les quatre canons de 120 mm. La fiche technique du génie établie en 1881 signale 12 canons de 95 mm dans des batteries extérieures, armement revu par après à quatre canons de 120 mm et huit canons de 95 mm. Ces canons devaient être entreposés au fort. Il passe - à raison ! - pour être un des plus beaux de la région et serait encore actuellement.
Ouvrage complété par le blockhaus de la Grande-Maye situé en surplomb sur la crête (alt. 2 407 m) et un ensemble de 11 batteries extérieures d'artillerie échelonnées le long de la route d'accès entre 1 450 m et 2 512 m d'altitude.
Les architectes de la Croix-de-Bretagne furent les officiers du génie F-E. Azibert et F-G. Rabanis ; le premier est également concepteur des forts du Barbonnet (Alpes-Maritimes) et de Sucy-en-Brie (Val-de-Marne). Coût de la construction hors armement : 1 416 642 francs-or (i.e environ 4,5 millions d'euros).

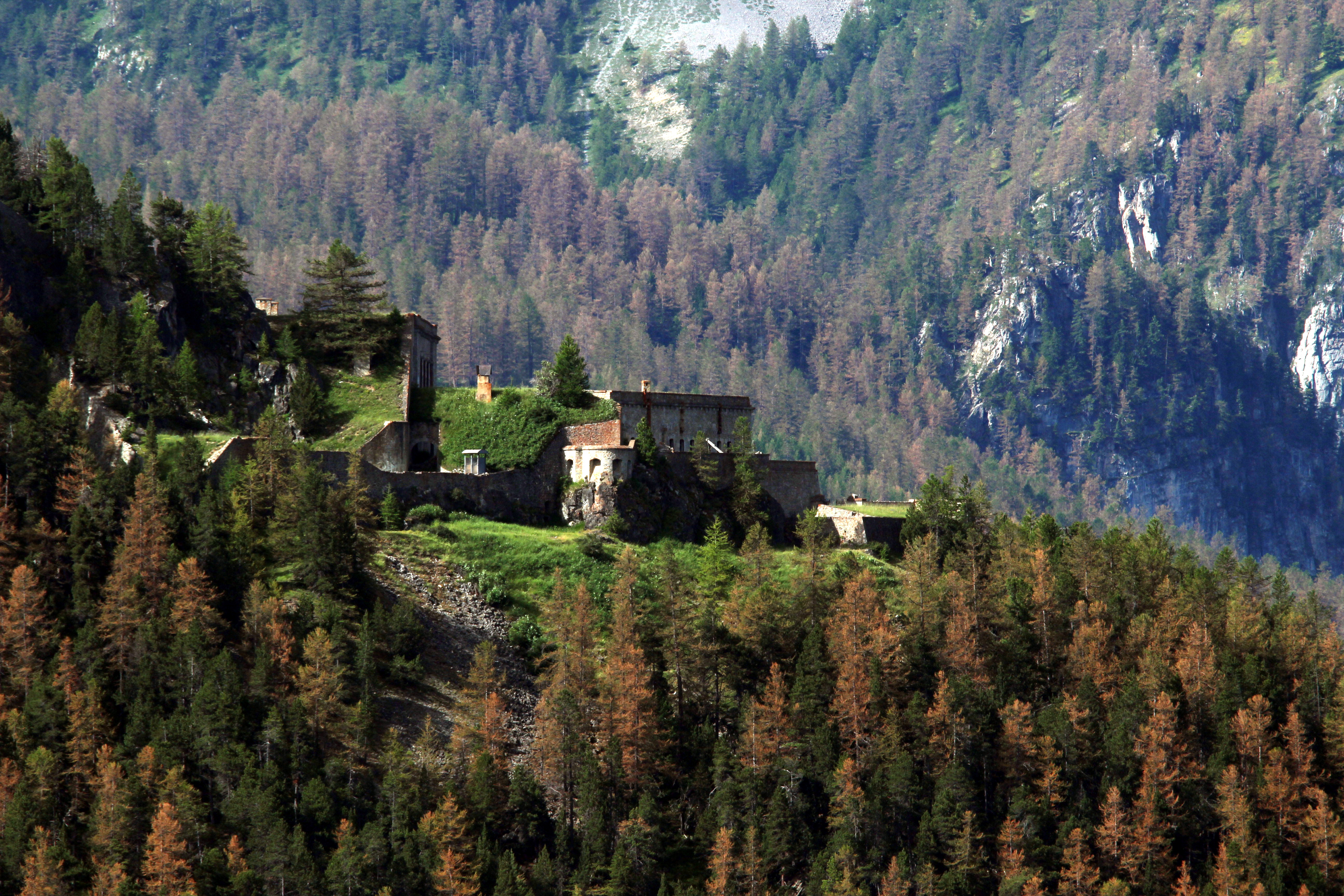
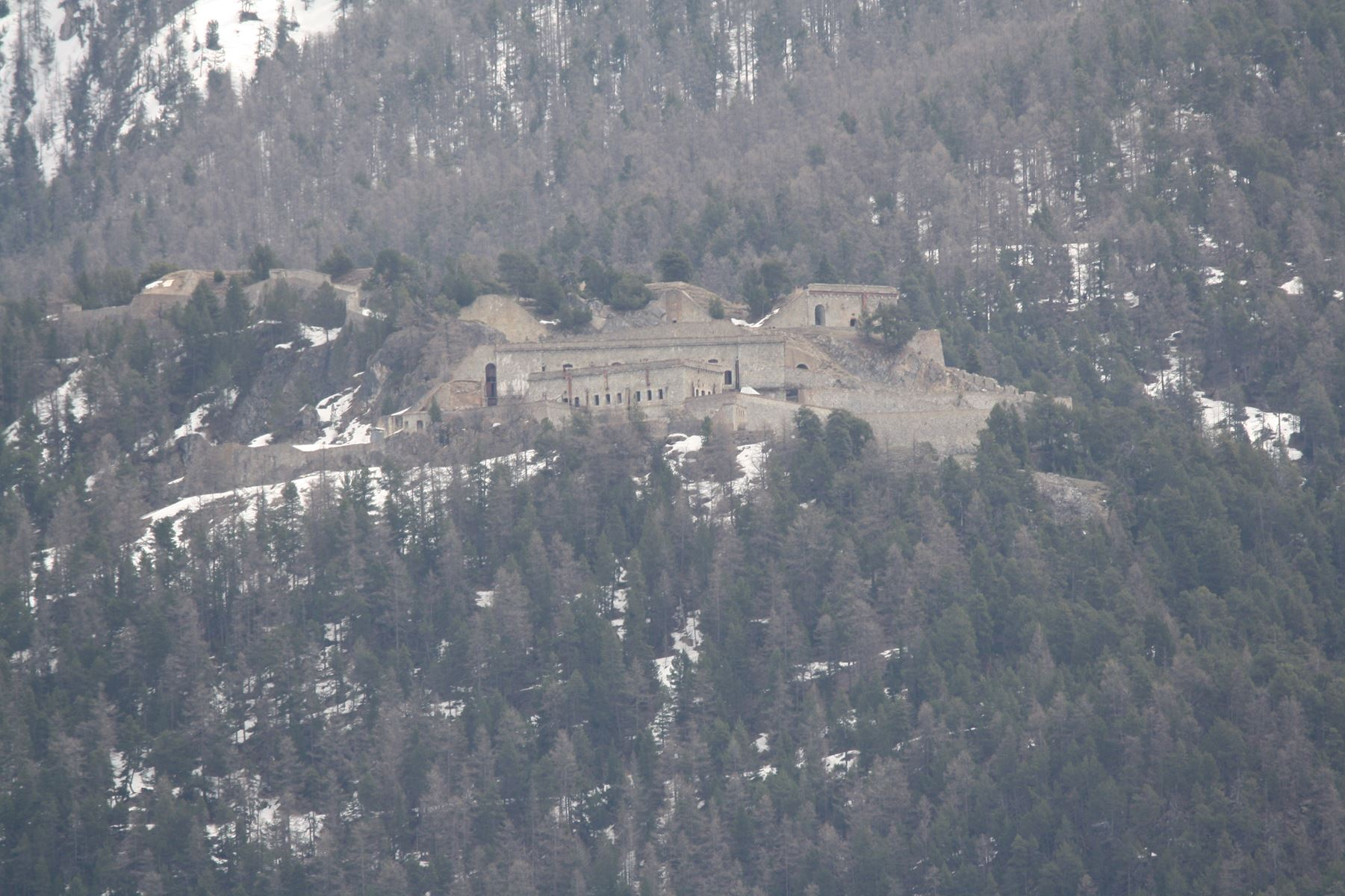
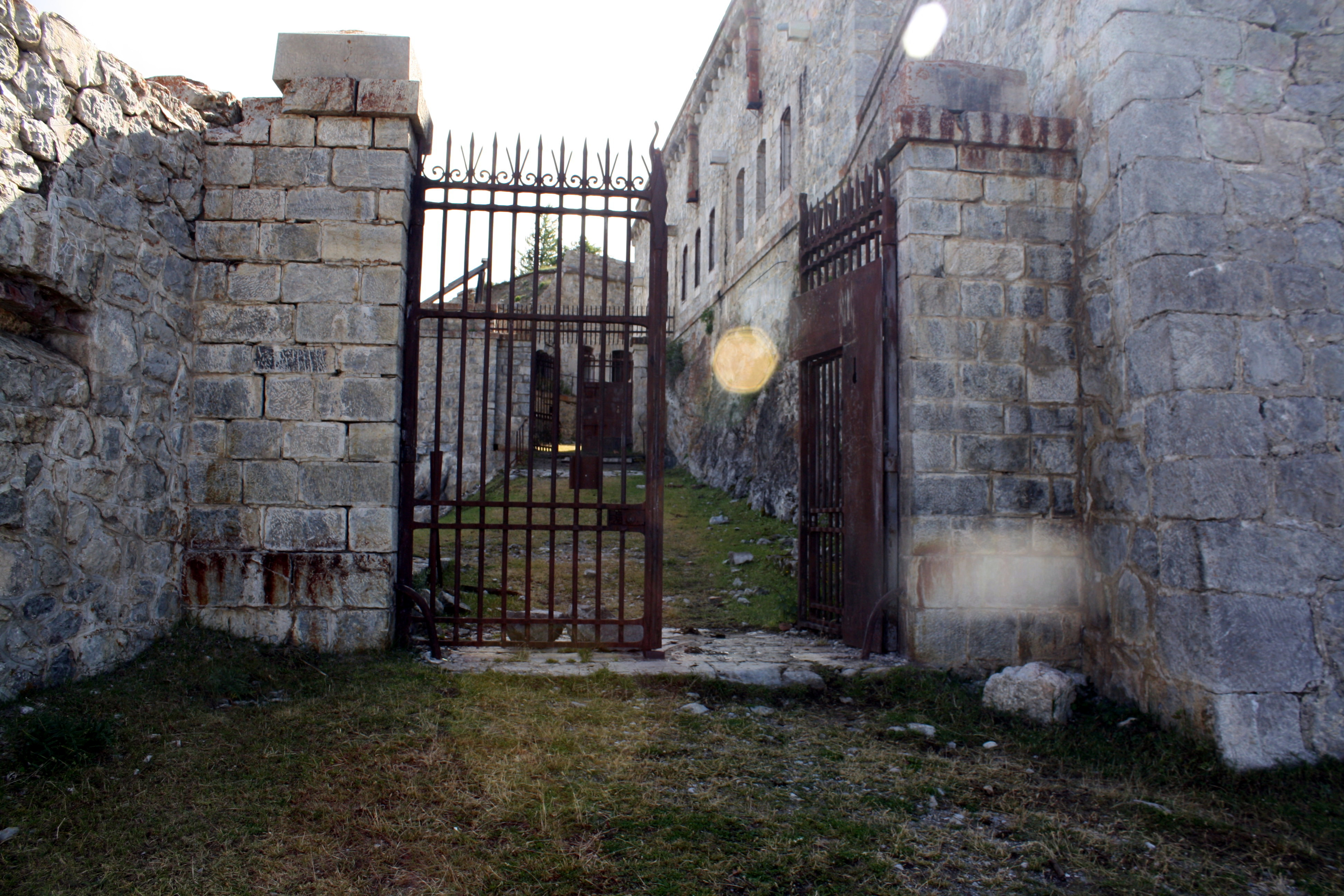
L'entrée du fort de la Croix-de-Bretagne.
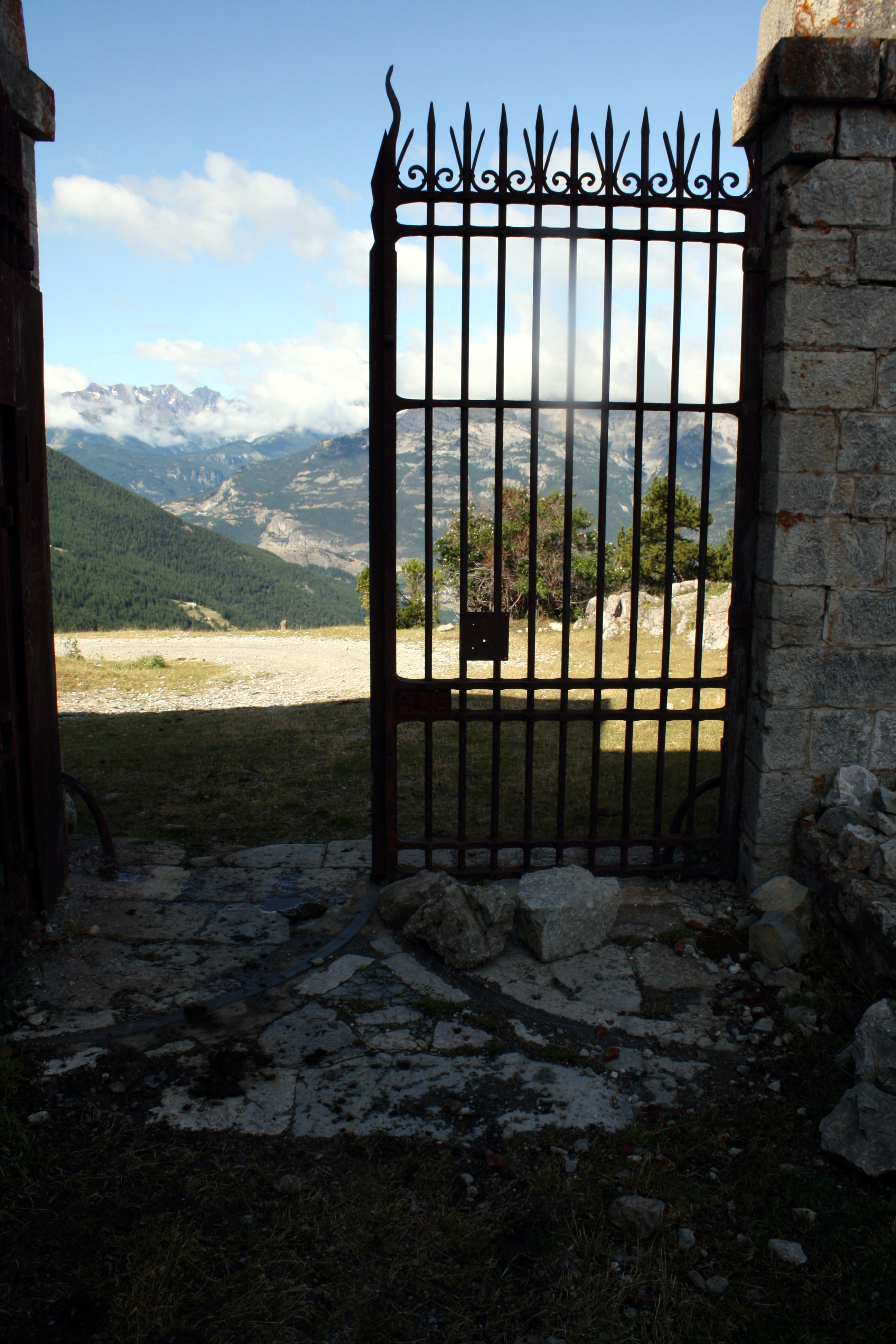
La grille de l'entrée du fort de la Croix-de-Bretagne.
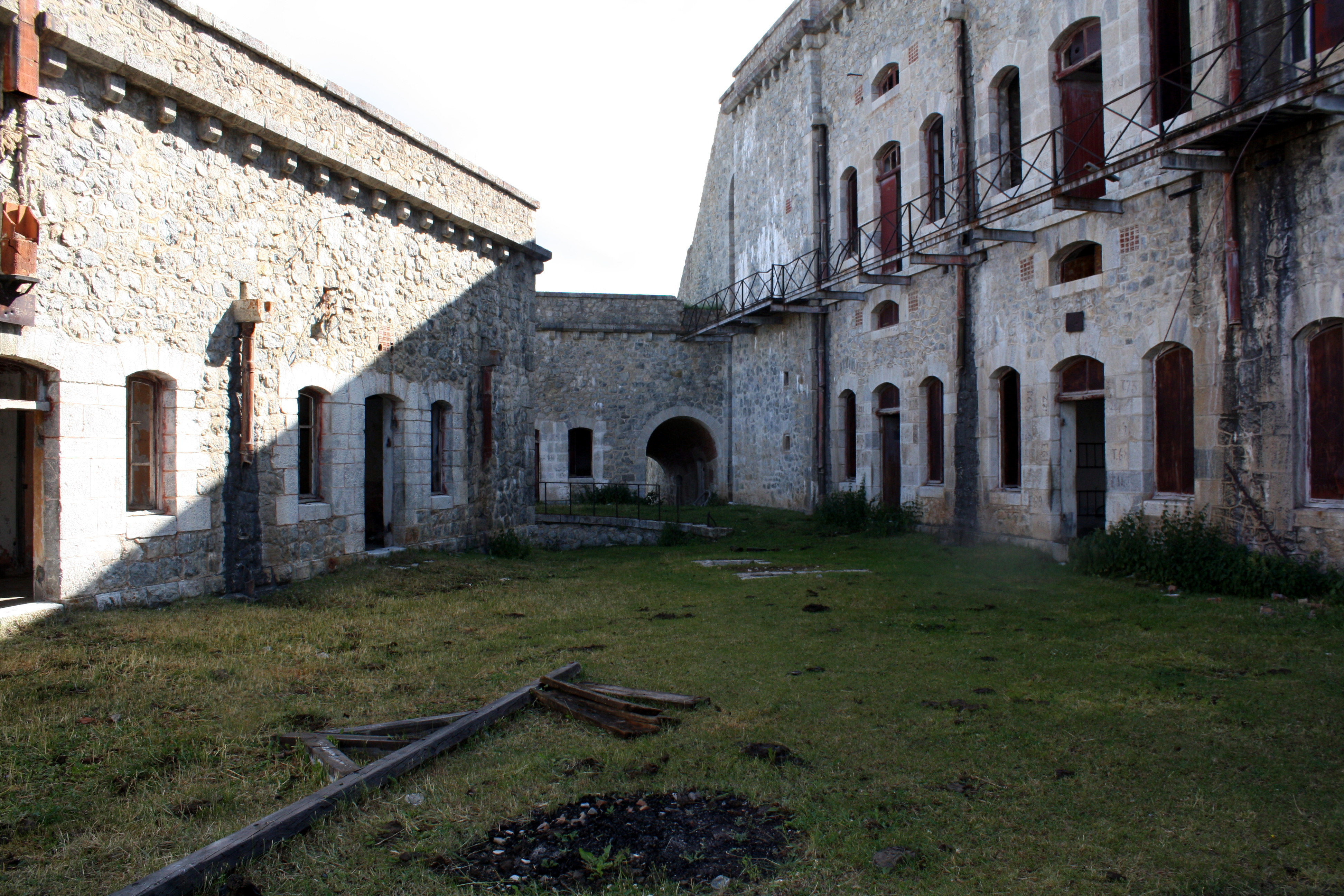
La cour du fort de la Croix-de-Bretagne.
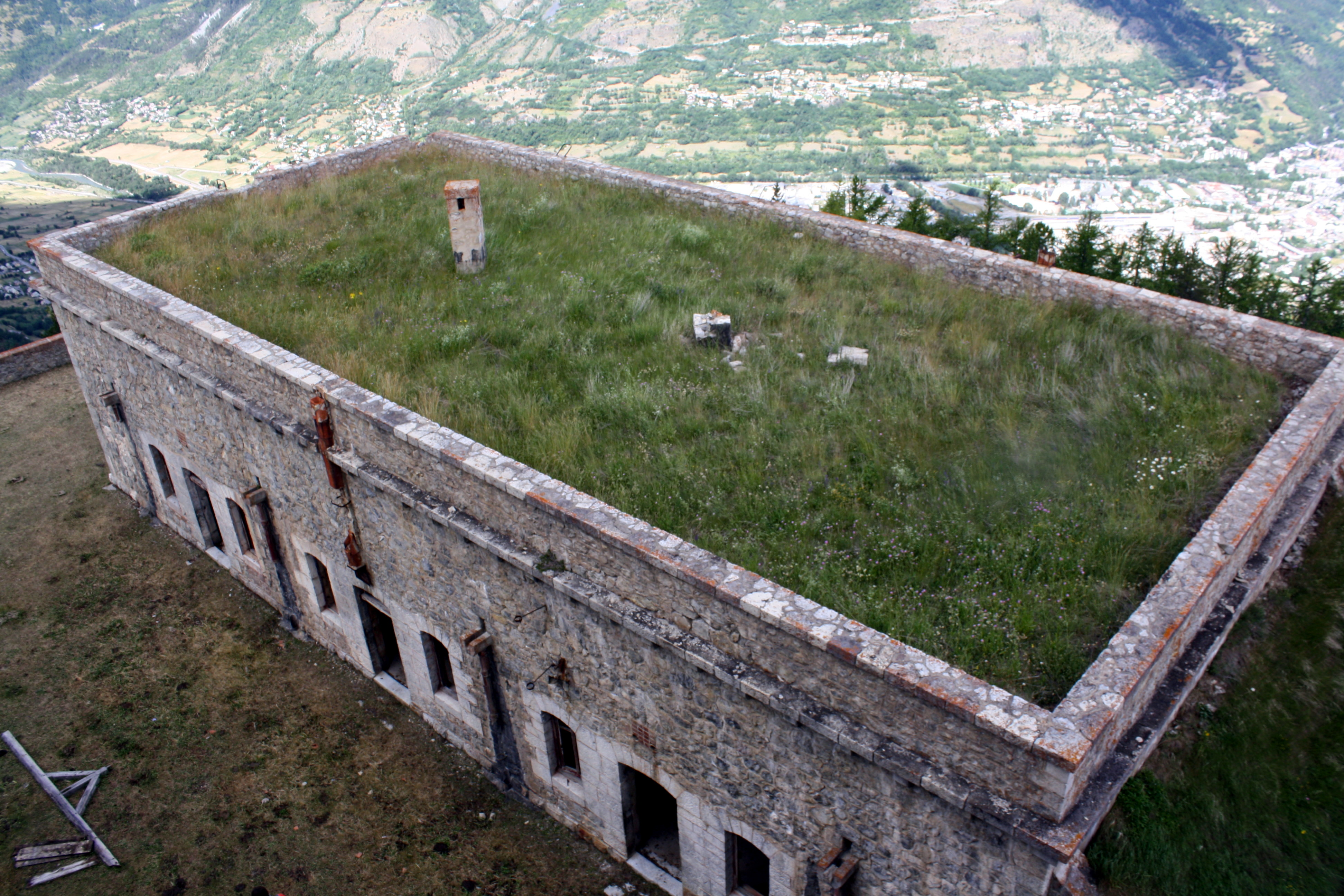
Le bâtiment des officiers.
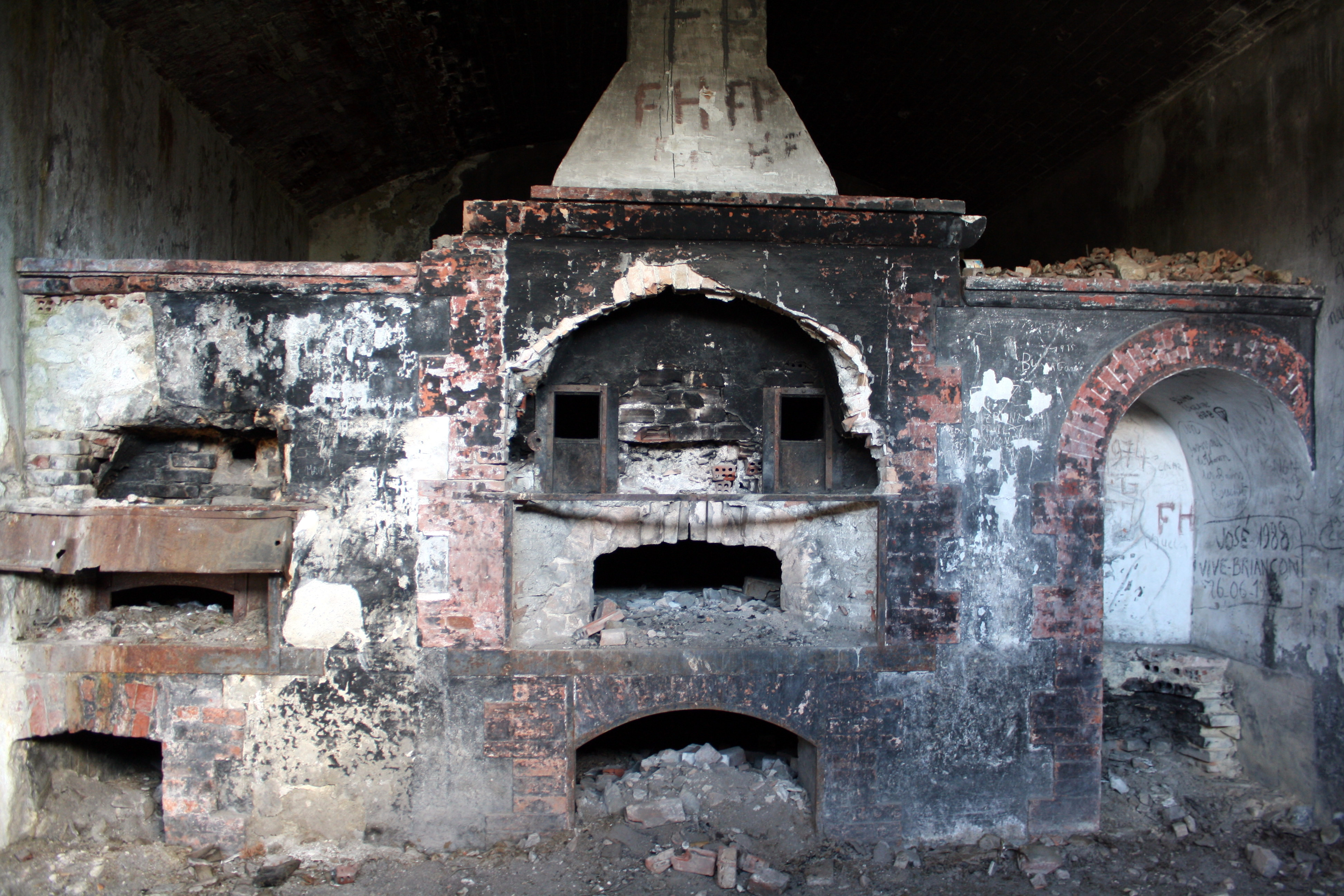
Le four à pain du fort de la Croix-de-Bretagne.